# آبشار اطلاعاتی
آبشار اطلاعاتی (انگلیسی: Information cascade) پدیده‌ای است که در اقتصاد رفتاری و نظریه شبکه توصیف شده‌است که در آن تعدادی از افراد به صورت متوالی تصمیم‌های مشابهی را اتخاذ می‌کنند. شبیه رفتار گله‌ای اما متمایز از رفتار گله است. آبشار اطلاعات به‌طور کلی به عنوان یک فرایند دو مرحله ای پذیرفته شده‌است. برای شروع یک آبشار، یک فرد باید با یک سناریو با یک تصمیم مواجه شود، معمولاً یک سناریوی دوتایی یا جفتی. دوم، عوامل بیرونی می‌توانند بر این تصمیم تأثیر بگذارند (معمولاً از طریق مشاهده اقدامات و نتایج آنها از سایر افراد در سناریوهای مشابه)